# Colador chino

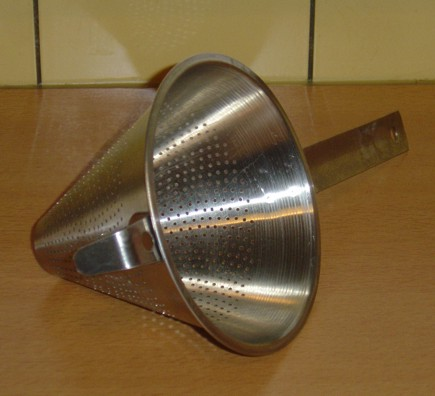
Colador chino típico.

El colador chino es un colador que tiene forma cónica (parecido a un embudo), construido generalmente en acero inoxidable y que es empleado para filtrar la fase sólida de la líquida en un alimento en la cocina. En cocina se suele mencionar sólo como chino, sin más explicación, cuando se habla de tipos de coladores.

## Usos
Se suele emplear para filtrar salsas y caldos de las partes sólidas que puedan tener en suspensión. El origen de este nombre puede deberse a la forma que tiene: muy similar a la de un sombrero chino. Es muy empleado en ciertos tipos de sopas, sean frías o calientes, como por ejemplo el gazpacho o la vichyssoise.